# Дані Парехо
Дані Парехо (ісп. Daniel Parejo, нар. 16 квітня 1989, Мадрид) — іспанський футболіст, півзахисник клубу «Вільярреал».

## Клубна кар'єра
Народився 16 квітня 1989 року в місті Мадрид.
Вихованець мадридського «Реала», в системі підготовки якого опинився в 14-річному віці. У сезоні 2006—07 дебютував в Сегунді у складі клубу «Реал Мадрид Кастілья» (провів 4 матчі, забив 1 гол). Там же він провів і наступний сезон, а в серпні 2008 року відправився в оренду в англійський"Квінз Парк Рейнджерс", де за половину сезону 2008—09 зіграв 18 матчів (в тому числі 14 у чемпіонаті). 1 січня 2009 року Парехо був відкликаний з КПР внаслідок травм Рубена де ла Реда та Мамаду Діарра.
15 лютого 2009 року Даніель Парехо вперше зіграв за «Реал» у матчі чемпіонату Іспанії проти хіхонського «Спортінга».
У липні 2009 року Даніель Парехо став гравцем «Хетафе». Дебютував у новій для себе команді 30 серпня у першому турі чемпіонату Іспанії проти «Расінга». 25 жовтня 2009 року забив свій перший гол у Прімері (у ворота «Атлетіка»), а 25 березня 2010 засмутив і свого колишнього партнера по «Реалу» Ікера Касільяса.
До складу «Валенсії» приєднався 14 червня 2011 року за 6 млн євро. Наразі встиг відіграти за валенсійський клуб 47 матчів в національному чемпіонаті.

## Виступи за збірні
2006 року дебютував у складі юнацької збірної Іспанії. У складі збірної до 19 років став переможцем юнацького чемпіонату Європи 2007 року. У фіналі проти однолітків з Греції Парехо забив переможний гол. Всього взяв участь у 13 іграх на юнацькому рівні, відзначившись 3 забитими голами.
2009 року у складі збірної до 20 років брав участь у молодіжному чемпіонаті світу та Середземноморських іграх, на яких іспанська збірна здобула золоті медалі. Загалом за U-20 провів 11 матчів та забив один гол.
2011 року у складі молодіжної збірної до 21 року брав участь у молодіжному чемпіонаті Європи в Данії, на якому теж «червона фурія» стала переможцем. Всього на молодіжному рівні зіграв у 11 офіційних матчах, забив 1 гол.
| Дата       | Місто    | Господарі | Результат | Гості             | Турнір            | Голи | Примітки |
| ---------- | -------- | --------- | --------- | ----------------- | ----------------- | ---- | -------- |
| 27-03-2018 | Мадрид   | Іспанія   | 6 – 1     | Аргентина         | товариський матч  | -    | 82'      |
| 23-03-2019 | Валенсія | Іспанія   | 2 – 1     | Норвегія          | Відбір до ЧЄ 2020 | -    | 76'      |
| 10-06-2019 | Мадрид   | Іспанія   | 3 – 0     | Швеція            | Відбір до ЧЄ 2020 | -    |          |
| 08-09-2019 | Хіхон    | Іспанія   | 4 – 0     | Фарерські острови | Відбір до ЧЄ 2020 | -    |          |
| Усього     |          | Матчів    | 4         |                   | Голів             | 0    |          |

## Досягнення
- Володар Кубка Іспанії (1):

«Валенсія»: 2018-19
- Володар Ліги Європи УЄФА (1):

«Вільярреал»: 2020-21

### Збірна
- Переможець юнацького (до 19 років) чемпіонату Європи: 2007
- Переможець Середземноморських ігор: 2009
- Переможець молодіжного чемпіонату Європи: 2011